# Parata di primavera (film 1934)
Parata di primavera (Frühjahrsparade in tedesco, Tavaszi parádé in ungherese) è un film del 1934 diretto da Géza von Bolváry. 

## Trama
All'avvicinarsi della primavera, la giovane ed estroversa Marika lascia il suo villaggio in Ungheria per andare a Vienna a lavorare come apprendista da sua zia, la signora Taschmeier, fornaia fornitrice della casa imperiale. Una cartomante le aveva predetto che nella capitale avrebbe incontrato qualcuno di importante e l'amore della vita.  A Vienna, Marika incontra Wilhelm, un affascinante soldato appassionato di musica che ha composto una marcia ma non ha modo di farla conoscere. Marika, per aiutarlo, mette lo spartito della marcia all'interno di uno dei panini della zia destinati all'imperatore Francesco Giuseppe. Si sta avvicinando il momento della grande parata di primavera e l'imperatore, incuriosito e colpito dallo spartito trovato nel panino, decide di farlo eseguire come marcia di accompagnamento della parata, alla presenza di Marika e Wilhelm e, compiaciuto per il successo ottenuto, dà la sua benedizione alle nozze tra i due giovani, realizzando la profezia della cartomante.

## Produzione
Il film fu prodotto dalla Deutsche Universal Pictures. Con l'insediamento del governo nazista in Germania, gli attori di origine ebraica come Franciska Gaal e altri poterono girare le scene solo in Austria e in Ungheria.
Il film venne presentato alla 2ª Mostra internazionale d'arte cinematografica di Venezia in rappresentanza dell'Ungheria e decretò il successo internazionale di Franciska Gaal.

## Remake
Nel 1940 la Universal realizzò un remake statunitense del film, con lo stesso titolo Parata di primavera, interpretato da Deanna Durbin mantenendo Ernst Marischka come sceneggiatore e Joe Pasternak come produttore e riutilizzando parte delle musiche composte da Robert Stoltz per il film originale, in particolare il brano Waltzing in the Clouds.